# Кумуж'ял
Кумуж'я́л (рос. Кумужъял, марій. Пектывайсола) — присілок у складі Моркинського району Марій Ел, Росія. Входить до складу Шалинського сільського поселення.

## Населення
Населення — 66 осіб (2010; 80 у 2002).
Національний склад (станом на 2002 рік):
- лучні марійці — 100 %